# 인디언 오션
인디언 오션(영어: Indian Ocean, 힌디어: इंडियन ओशॅन)은 1990년 뉴델리에서 결성된 인도의 록 밴드로, 인도 퓨전 록 장르의 선구자로 널리 인정받고 있다. 수스밋 센과 아심 차크라바르티는 밴드의 창립 멤버였으며, 차크라바르티는 2009년 12월 25일 사망 전까지 활동했다. 이후 투힌 차크라보르티와 히만슈 조시가 공식적으로 밴드에 합류했다. 2013년 수스밋 센이 탈퇴한 이후, 라훌 람은 밴드의 데뷔 음반 《Indian Ocean》에 참여한 유일한 원년 멤버로 남아 있다. 산지브 샤르마는 여러 음반에서 작사가로 밴드와 협업해 왔다.
밴드의 음악 스타일은 주로 재즈 퓨전으로 분류되며, 전통 인도 선율인 라가와 록 음악, 기타, 드럼을 융합한 실험적인 장르로 알려져 있다. 때때로 인도 민요도 사용된다. 일부 음악 평론가들은 이들의 음악을 "슐로카, 수피즘, 환경주의, 신화, 혁명을 통합한 재즈풍 리듬의 인도-록 퓨전"이라고 평하기도 한다.

## 음반 목록
- Indian Ocean (1993)
- Desert Rain (1997)
- Kandisa (2000)
- Black Friday (2005)
- Jhini (2006)
- 16/330 Khajoor Road (2010)
- Tandanu (2014)
- Tu Hai (2023)